# Leonid Tsypkin
Leonid Borisovitsj Tsypkin (Russisch: Леонид Борисович Цыпкин) (Minsk, 20 maart 1926 - Moskou, 20 maart 1982) was een Russische arts en schrijver.
Geboren in Minsk als zoon van twee Russisch-joodse artsen ziet hij in 1934, de periode van de Grote Terreur, zijn vader gearresteerd worden en als invalide terugkeren na zware mishandeling. Een groot deel van zijn familie wordt in het getto van Minsk vermoord door de Duitse bezetter. Leonid en zijn ouders weten met hulp van vrienden het getto te ontvluchten. Als afgestudeerd arts treedt hij in 1947 in de voetsporen van zijn ouders, terwijl in het land steeds meer slachtoffers vallen als gevolg van de door Stalin ingezette antisemitische campagne. Tsypkin duikt onder op het platteland, onzichtbaar in een onbeduidende functie. In 1957 krijgt hij toestemming zich in Moskou te vestigen en begint een succesrijke loopbaan als patholoog in een van Ruslands beroemde onderzoeksinstituten op het gebied van infectieziekten.
Als hartstochtelijk lezer en aanhanger van de Russische literatuur, andere literatuur was immers niet voorhanden, doet hij op jonge leeftijd een eerste poging in het schrijven van proza en poëzie. Zijn grote voorbeelden zijn Tolstoj en vooral Dostojevski. Begin jaren zestig begint hij zich serieuzer op het schrijven toe te leggen, met name in gedichten die sterk beïnvloed zijn door Boris Pasternak. In deze periode ondervindt hij de repressie van de staat: als hij zijn verzen uiteindelijk voor de eerste maal wil voorleggen aan een collega-schrijver blijkt dat deze de dag ervoor gearresteerd is en nooit meer zal opduiken. Tsypkin wordt zeer voorzichtig, mede uit angst voor zijn carrière, en schrijft in het geheim aan een bescheiden oeuvre, waaronder Zomer in Baden-Baden. Ieder vrij moment wordt besteed aan dit boek, totdat het klaar is en als uitgetikt manuscript in de kast gelegd wordt. Een schrijver die in Rusland nooit gepubliceerd zal worden.
Verscheidene malen vraagt Tsypkin voor zichzelf en zijn vrouw een uitreisvisum voor emigratie naar de Verenigde Staten aan. Het wordt tot het eind van z'n korte leven geweigerd. Op 13 maart 1982 hoort hij dat een bevriend journalist Zomer in Baden-Baden gepubliceerd weet te krijgen als feuilleton in een weekblad voor Russische emigrés in New York. Zeven dagen later overlijdt Leonid Tsypkin aan een hartaanval.

## Zomer in Baden-Baden
In Zomer in Baden-Baden reist Leonid Tsypkin per trein van Moskou naar het toenmalige Leningrad, de stad waar zijn idool Fjodor Dostojevski heeft gewoond en is gestorven. Hij leest het Dagboek van Anna Grigorjevna, Dostojevski's tweede vrouw, en aan de hand van die ervaring fictionaliseert hij de reizen die Dostojevski en Anna in 1867, dus waarschijnlijk een eeuw eerder, maakten. Reizen naar badplaatsen en kuuroorden, om schuldeisers te ontlopen en met het nog weinig overgebleven geld roulette te spelen. Het is een verhaal van intense liefde tussen een oude man en een jonge vrouw, een liefde die kraakt in haar voegen als zelfs de nette jurk van Anna naar de lommerd gebracht wordt om even later ook dat geld te vergokken. Ze hebben grote moeite zich staande te houden in de keurige Duitse badplaatsen, niet alleen door geldgebrek, maar ook omdat ze zich slecht behandeld voelen door hoteliers, pensionhoudsters, kelners en winkeliers. Verontwaardiging hierover drijft Dostojevski menigmaal tot razernij en samen met zijn regelmatige aanvallen van epilepsie is hij een grote zorg voor Anna, die ondanks zijn gokverslaving een zeer liefdevolle relatie met hem heeft. Hun nachtelijk liefdesspel wordt keer op keer beschreven als een gezamenlijk zwemmen, gelijkopgaand en samen die prachtige horizon bereiken.

Vrijwel aan de grond betrekken ze uiteindelijk weer een appartement in St. Petersburg en met het weinige inkomen uit boeken en artikelen weten ze rond te komen. Onverwacht sterft Dostojevski aan wat aanvankelijk een onschuldige verkoudheid leek, Anna in grote ontreddering achterlatend.
Tsypkin reist naar Leningrad, leest het Dagboek en laat zijn fantasie de vrije loop. Hij bezoekt het sterfhuis van zijn idool en reconstrueert in zijn hoofd de hele geschiedenis. Hij toont zijn liefde voor de schrijver Dostojevski door als een grote spiegel de liefde van Anna voor de mens Dostojevski te reflecteren. Fictie of niet, het is de genereuze onvoorwaardelijkheid die de liefde tussen deze twee mensen bindt.
- Biblioteca Nacional de España: XX1703945
- Bibliothèque nationale de France: cb14451881q (data)
- Gemeinsame Normdatei: 110307569
- International Standard Name Identifier: 0000 0001 0798 0871
- Library of Congress Control Number: n88654493
- Nationale Bibliotheek van Letland: 000043252
- Nationale Bibliotheek van Tsjechië: js20061229001
- Nationale Bibliotheek van Israël: 987007269011205171
- Nederlandse Thesaurus van Auteursnamen: 073254495
- Istituto Centrale per il Catalogo Unico: UBOV766055
- LIBRIS: 137289
- Système universitaire de documentation: 070578125
- Virtual International Authority File: 24822842
- WorldCat: E39PBJkXqhGcp3wqKwxWxFv4MP